# Rudolf Pacovský
Rudolf Pacovský (10. července 1921 - ???) byl český a československý odborář, politik Komunistické strany Československa, poslanec České národní rady a Sněmovny národů Federálního shromáždění na počátku normalizace. Po roce 1970 odstaven z politických funkcí.

## Biografie
K roku 1969 se uvádí bytem Praha, původní profesí obchodní příručí. Absolvoval střední školu a pracoval jako tajemník ÚRO a předseda přípravného výboru České rady odborových svazů. Byl nositelem vyznamenání Za zásluhy o výstavbu.
Po provedení federalizace Československa usedl v lednu 1969 do Sněmovny národů Federálního shromáždění. Do federálního parlamentu ho nominovala Česká národní rada, kde rovněž zasedal. Setrval zde do července 1970. Během pražského jara v roce 1968 patřil mezi stoupence reformního proudu, po invazi vojsk Varšavské smlouvy do Československa se po jistou dobu snažil přizpůsobit změněným mocenským poměrům. Po nástupu normalizace se ovšem stal obětí čistek. Jeho kariéra v odborovém hnutí skončila 21. května 1970.